# Budacu de Jos (gmina)
Budacu de Jos – gmina w Rumunii, w okręgu Bistrița-Năsăud. Obejmuje miejscowości Budacu de Jos, Buduș, Jelna, Monariu i Simionești. W 2011 roku liczyła 2772 mieszkańców.